# Joseph Alouf
Joseph Elie Alouf (* 4. April 1929 in Baalbek, Libanon; † 20. März 2014) war ein französischer Immunologe, Mikrobiologe, Toxikologe und Pharmazeut.
Alouf war am Institut Pasteur in Paris tätig und seit 1987 Präsident des dortigen wissenschaftlichen Beirats (Scientific Council). Ab 16. Juni 1988 war er Mitglied der Akademie der Wissenschaften der DDR und ab 1991 korrespondierendes Mitglied der Akademie gemeinnütziger Wissenschaften zu Erfurt.
Alouf gehört zu den Begründern der internationalen Symposien über bakterielle Proteintoxine.